# Lutherkirche (Bad Steben)
Die Lutherkirche ist die Hauptkirche der evangelisch-lutherischen Kirchengemeinde Bad Steben in Oberfranken. Das Gotteshaus wurde von 1908 bis 1910 errichtet. Es war zusammen mit der Ulmer Pauluskirche eine der beiden ersten Kirchen in Deutschland, bei denen in großem Maße Eisenbeton als Sichtbeton verwendet wurde. Sie hat 1250 Plätze und wird seit 1985 Lutherkirche genannt.

## Kirchengebäude

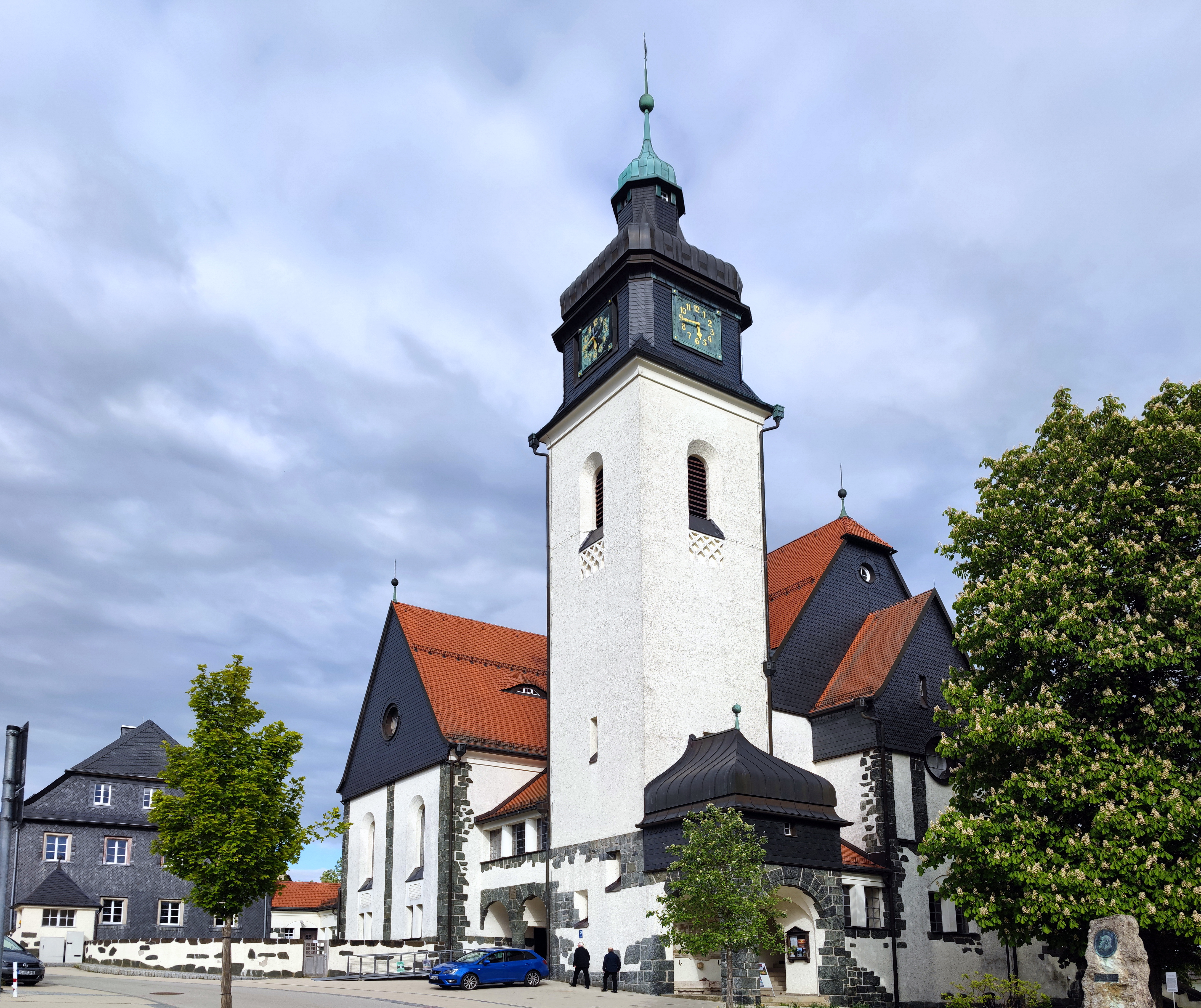
Lutherkirche Bad Steben

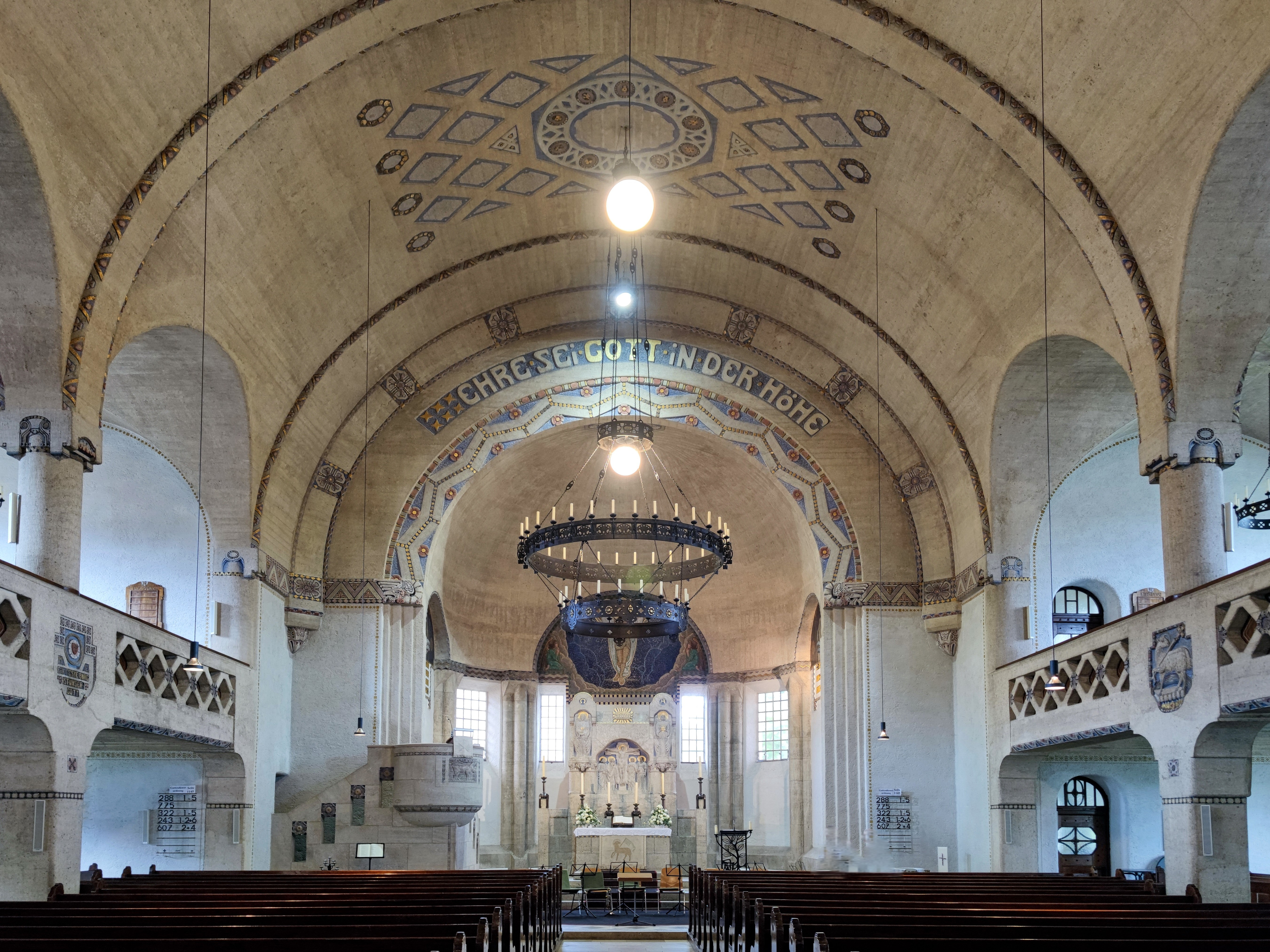
Lutherkirche: Hauptschiff

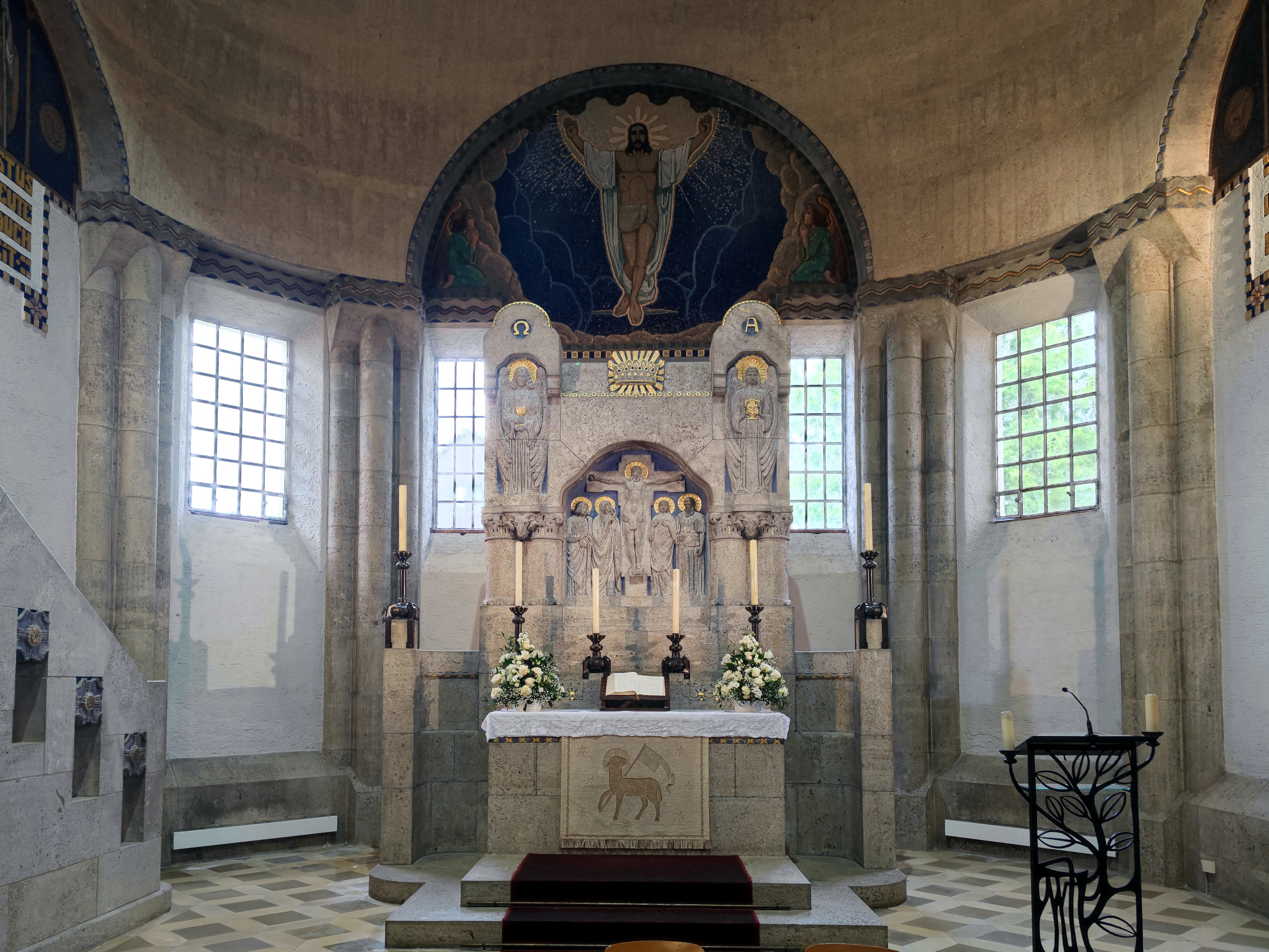
Lutherkirche: Altarraum

Raumnot aufgrund einer wachsenden Gemeinde und eine zunehmende Zahl von Kurgästen sowie erhebliche Baumängel an der gotischen Wehrkirche St. Walburga veranlassten die evangelische Kirchengemeinde von Bad Steben Anfang des 20. Jahrhunderts, einen Kirchenneubau errichten zu lassen.
Nach mehreren abgelehnten Planungsentwürfen, unter anderem auch im gotischen Stil, wurde der Bauamtsassessor Richard Neithardt vom königlichen Landbauamt Hof mit einem Entwurf beauftragt. Im April 1908 folgte der Auftrag für die Ausführungsplanung, außen in Formen des Heimatstils, innen des Jugendstils. Neidhardts Konzept sah vor, den Kircheninnenraum aus Kostengründen mit Eisenbeton, einem damals neuen Baustoff, herzustellen. Am 23. Oktober 1908 folgte der erste Spatenstich, im Mai 1909 die Grundsteinlegung und Mitte September 1909 das Richtfest. Am 9. Oktober 1910 wurde die Kirche eingeweiht. Bauleiter vor Ort war Gustav Wenz.

### Architektur
Die Kirche hat einen stark gegliederten Baukörper mit Zelt-, Walm- und Satteldächern, die mit roten Biberschwanzziegeln gedeckt sind. Die Türme sind mit Kupferdächern abgeschlossen. Die vertikalen Außenflächen sind oben teilweise mit Schiefer verkleidet. Die weiß verputzten Wandflächen sind mit Lisenen und Eckbänderungen aus Diabasquadern geschmückt. Das Kircheninnere erinnert an romanisch-byzantinische Räume, die dreiseitige Empore an die typischen Predigerkirchen in Oberfranken. Im durch ein Tonnengewölbe als Deckenkonstruktion längs ausgerichteten Hauptschiff richtet sich der Blick auf den von einer Halbkuppel überspannten Chor mit dem Altar. Der Altaraufbau ist ein Werk von Joseph Floßmann und zeigt unter anderem den gekreuzigten Christus zwischen Maria und Johannes, Maria Magdalena und Joseph von Arimathia. Das Apsismosaik darüber mit dem auferstandenen Christus stammt von der Hofmosaikanstalt Rauecker aus München. Die Ornamentik des sogenannten funktionalen Jugendstils ist unter anderem an den Kassettendecken unter der Empore und den Pfeilern zu finden.

### Konstruktion und Material
Den Kircheninnenraum überspannen Gewölbedecken aus Eisenbeton. Die Gewölbetonne über dem Hauptschiff hat eine Scheitelhöhe von 13,4 Meter über dem Fußboden. Sie besteht aus Deckenplatten, die im Scheitel fünf und im Kämpfer acht Zentimeter dick sind. Sie werden alle 1,95 Meter von in Längsrichtung verlaufenden Überzügen getragen. Zwei Bogenbinder leiten die Lasten der Überzüge in vier Stahlbetonpfeiler mit Kreisquerschnitten von 0,6 Metern Durchmesser. Die Binder sind in Richtung Dachraum angeordnet, 0,7 Meter hoch und 0,22 Meter breit. Sie haben eine Spannweite von 13,1 Metern und sind mit einem konstanten Radius von 6,45 Metern gekrümmt. Die Emporen über den Seitenschiffen haben Decken aus kreuzweise bewehrten Platten und werden unter anderem von den als Überzüge ausgebildeten Brüstungen getragen. Oberhalb der Eisenbetontonne ist ein bis zu 10 Meter hohes, hölzernes Dachtragwerk angeordnet. Das Kirchenschiff hat eine maximale Höhe von 30, der Kirchturm von 44 Metern. Ausgeführt wurden die Stahlbetonarbeiten von der Firma Alban Vetterlein Co. aus Glauchau. Der mit rundem Schmiedeeisen bewehrte Beton blieb sichtbar, die Oberfläche wurde steinmetzmäßig bearbeitet.
Der Kirchenraum hat im Regelfall eine Luftfeuchtigkeit von über 90 Prozent, was eine Korrosion des Betonstahls verhindert. Von Dezember 1997 bis Juni 2004 wurde das Gebäude für rund 1,5 Millionen Euro instand gesetzt. Dabei wurden aufgrund des „nahezu vollständig bauzeitlich erhaltenen Bestandes konservierenden Sanierungsmaßnahmen“ der Vorzug gegeben.

### Orgel

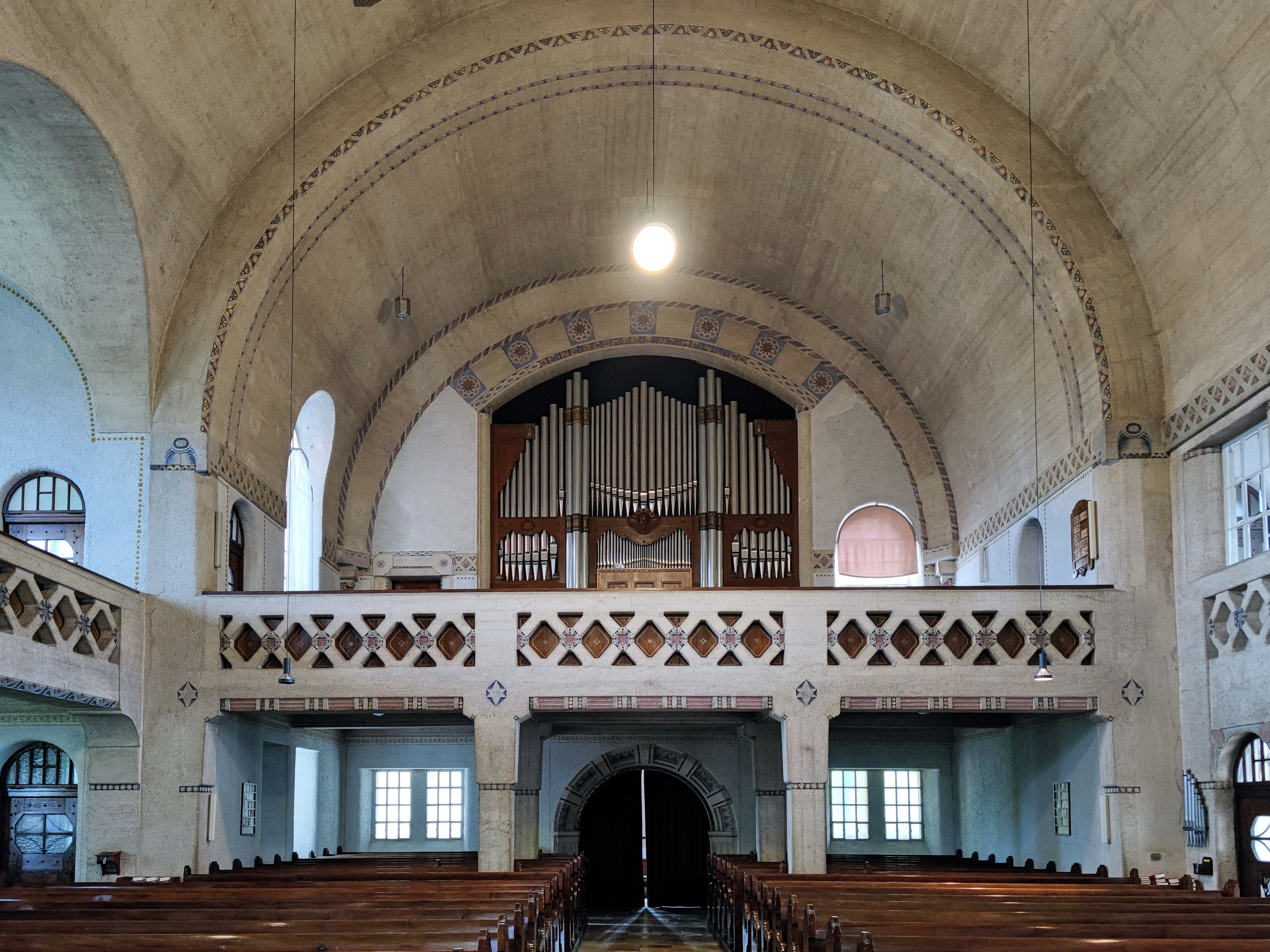
Lutherkirche: Empore mit Orgel

Die Orgel baute 1910 die Nürnberger Orgelbaufirma Strebel mit 22 Registern auf zwei Manualen und Pedal. 1980 wurde sie von der Orgelbaufirma Hey auf 37 Register erweitert. Die Disposition lautet:
| I Schwellwerk C–g3 |        |
| Grobgedackt        | 8′     |
| Salizional         | 8′     |
| Vox coelestis      | 8′     |
| Prinzipal          | 4′     |
| Flauto traverso    | 4′     |
| Quinte             | 2 ⁄3′  |
| Gemshorn           | 2′     |
| Terz               | 1 3⁄5′ |
| Plen Jeu V–VI      | 2′     |
| Oboe               | 8′     |
| Tremulant          |        |

| II Hauptwerk C–g3 |       |
| Gedacktpommer     | 16′   |
| Praestant         | 8′    |
| Gemsflöte         | 8′    |
| Oktav             | 4′    |
| Spitzflöte        | 4′    |
| Quinte            | 2 ⁄3′ |
| Superoktave       | 2′    |
| Mixtur IV         | 1 ⁄3′ |
| Trompete          | 8′    |

| III Brustwerk C–g3 |       |
| Gedeckt            | 8′    |
| Rohrflöte          | 4′    |
| Praestant          | 2′    |
| Quinte             | 1 ⁄3′ |
| Terz               | 4⁄5′  |
| Cymbel III         | 1⁄2′  |
| Rankett            | 16′   |
| Holzkrummhorn      | 8′    |
| Tremulant          |       |

| Pedal C–f1 |     |
| Praestant  | 16′ |
| Subbaß     | 16′ |
| Oktavbaß   | 8′  |
| Gedecktbaß | 8′  |
| Choralbaß  | 4′  |
| Flöte      | 4′  |
| Baßflöte   | 2′  |
| Posaune    | 16′ |
| Clarin     | 4′  |

- Koppeln: I/II, III/I, III/II, I/P, II/P, III/P
- Spielhilfen: 2 freie Kombinationen, 3 feste Kombinationen, Zungen ab, Einzelzungenabsteller
- Bemerkungen: Schleiflade, mechanische Spiel- und elektrische Registertraktur, Prospekt von 1910.

## Gemeinde
Die Kirchengemeinden Bad Steben, Bobengrün und Langenbach bilden die Pfarrei Bad Steben, die etwa 1950 Gemeindemitglieder zählt.